# سهره ریز کلاه‌سفید
سهره ریز کلاه‌سفید (نام علمی: Lonchura ferruginosa) گونه‌ای از سهرگان ریز است که در جاوه و بالی یافت می‌شود. در باتلاق‌ها، مرداب‌ها، حصارها و زیستگاه چمنی یافت می‌شود. وضعیت گونه به عنوان کمترین نگرانی ارزیابی می‌شود.